# Wujiaqu
Wujiaqu (chiń. 五家渠; pinyin Wǔjiāqú; ujg. ۋۇجياچۈ, Wujachu) – miasto o statusie podprefektury w północno-zachodnich Chinach, w regionie autonomicznym Sinciang, na północ od Urumczi. W 2007 roku miasto zamieszkiwało około 73 tys. osób.